# Polskie Towarzystwo Numizmatyczne
Polskie Towarzystwo Numizmatyczne (PTN), wcześniej Polskie Towarzystwo Archeologiczne i Numizmatyczne (PTAiN) – stowarzyszenie naukowo-kulturalne, zrzeszające miłośników numizmatyki, falerystyki i medalierstwa oraz podobnych dziedzin kolekcjonerskich, utworzone w 1991, a zarejestrowane w 2002 roku.

## Historia
Początki zorganizowanego ruchu numizmatycznego w Polsce sięgają 1888 roku, kiedy to w Krakowie zostało założone Towarzystwo Numizmatyczne. Następnie w Warszawie w 1915 roku zostało powołane do życia Warszawskie Towarzystwo Numizmatyczne, oraz Poznańskie Towarzystwo Numizmatyczne (1920), Związek Numizmatyków Lwowskich (1925) i Towarzystwo Numizmatyczne w Bydgoszczy (1935).
W 1953 roku zostało powołane do życia Polskie Towarzystwo Archeologiczne z połączenia: PTA we Wrocławiu, Polskiego Towarzystwa Prehistorycznego w Poznaniu, Polskiego Towarzystwa Numizmatycznego w Krakowie i Warszawskiego Towarzystwa Numizmatycznego. W którym to była Sekcja Numizmatyczna. W 1971 roku, ze względu na coraz większy ruch numizmatyczny, PTA przemianowano na Polskie Towarzystwo Archeologocznie i Numizmatyczne.
PTN pod swoją dzisiejszą nazwą odrodził się w 1991 roku, na skutek zmian w PTAiN.
PTN jest członkiem Międzynarodowej Komisji Numizmatycznej. Komisja ta zrzesza instytuty naukowe, muzea i towarzystwa numizmatyczne. Powstała w 1934 roku, nie posiada stałej siedziby.

## Prezesi Zarządu Głównego PTAiN i PTN
1. R. Kiersnowski (1971-1981)
2. S. Suchodolski (1981-1987)
3. L. Kokociński (1987-1999)
4. T. Bylicki (1999-2000)
5. J. Piniński (2000-2001)
6. A. M. Kuźmin (2001-2003)
7. M. Mielczarek (2003-2011)
8. Z. Nestorowicz (2011-2015)
9. P. Ziemba (od 2015)

## Konferencje
PTN jest organizatorem Międzynarodowych Konferencji Numizmatycznych w Supraślu. Na dotychczasowych konferencjach, tematami przewodnimi były:
1. Wspólne dzieje pieniądza – 1994;
2. Rozwój muzealnictwa i kolekcjonerstwa numizmatycznego – 1996;
3. Mennice między Bałtykiem a Morzem Czarnym – 1998;
4. Pieniądz pamiątkowy i okolicznościowy – 2000;
5. Pieniądz i banki – 2002;
6. Pieniądz i wojna – 2004;
7. Psucie pieniądza – 2006.

Zostały też zorganizowane Międzynarodowe Sympozjum Numizmatyczne w Sanoku.
1. Moneta i mennictwo w Małopolsce i krajach sąsiednich – w 1999
2. Moneta i mennictwo Euroregionu Karpackiego – w 2002

## Wydawnictwa
PTN prowadzi także działalność wydawniczą.
Od 1965 roku wydawane jest też czasopismo „Biuletyn Numizmatyczny”.
Zarząd PTNu wydał między innymi:
1. Witold Garbaczewki, Ikonografia monet piastowskich 1173–1280, Warszawa-Lublin 2006, s. 378
2. Mariusz Mielczarek, Mennictwo starożytnej Grecji. Mennictwo okresów archaicznego i klasycznego, część 1, Warszawa-Kraków 2006, s. 278.
3. Ryszard Kiersnowski, Moneta – świadek historii. Wydanie drugie, poprawione.
4. Edmund Kopicki, Monety Wielkiego Księstwa Litewskiego 1387–1707; J. Tyszkiewicz, Skorowidz monet litewskich.
5. Krzysztof Górski, Ludzie Towarzystwa, Warszawa 2007, s. 512.
6. Reprint znakomitej książki Kazimierza Stronczyńskiego Dawne monety polskie dynastyi Piastów i Jagiellonów, Piotrków 1883–1885. Trzy części, w trzech woluminach, szyte, twarda oprawa. W sumie ok. 900 stron.
7. Pieniądz i wojna, Supraśl 9-11 IX 2004. Materiały z VI Międzynarodowej Konferencji Numizmatycznej, Warszawa 2004, 264 strony.
8. Krzysztof Filipow, Falerystyka polska XVII-XIX wieku, Białystok 2003, 336 stron, tablice.
9. Krzysztof Filipow, Krzyż i medal Niepodległości, Białystok 1998, 64 strony.

## Struktura
Oddziały: Augustów, Bełchatów, Będzin, Białystok, Bolesławiec, Bydgoszcz, Ciechanów, Częstochowa, Gdańsk, Gliwice, Gniezno, Gorzów Wielkopolski, Grudziądz, Jasło, Jastrzębie-Zdrój, Kalisz, Katowice, Kielce, Konin, Koszalin, Kraków, Krosno, Lublin, Łomża, Łódź, Mława, Mrągowo, Olsztyn, Opole, Ostrów Wielkopolski, Piła, Płock, Poznań, Radom, Radomsko, Rzeszów, Sanok, Siedlce, Słupsk, Suwałki, Szczecin, Tarnów, Toruń, Tychy, Warszawa, Włocławek, Wodzisław Śląski, Wrocław, Zamość, Zielona Góra.
Koła: Jasło, Praszka, Żory, Witaszyce, Siemianowice Śląskie, Świętochłowice, Ostrowiec Świętokrzyski, Głogów, Puławy, Zduńska Wola, Oleśno, Kutno, Wieluń, Jarosław, Leżajsk, Lębork, Ełk, Pisz, Nowogard, Czechowice-Dziedzice, Pszczyna, Racibórz, Rybnik, Rydułtowy, Kłodzko, Świebodzice.

## Wyróżnienia
W Polskim Towarzystwie Numizmatycznym przyznawane są wyróżnienia:
1. Dyplom Honorowy.
2. Złota Odznaka Polskiego Towarzystwa Numizmatycznego.
3. Złoty Medal Okolicznościowy im. prof. Ryszarda Kiersnowskiego.
4. Medal „ZA ZASŁUGI DLA NUMIZMATYKI”.
5. Członkostwo Honorowe Polskiego Towarzystwa Numizmatycznego.